# Кермушини-Мале
Кермушини-Мале (пол. Kiermuszyny Małe, нім. Alt-/Neu Kermuschienen, 1938-1945 Kermenau) — село у Ґолдапському повіті Вармінсько-Мазурського воєводства. Адміністративно підпорядковане ґміні Бане-Мазурське.
Від 1975 року до адміністративно-територіальної реформи 1998 року належало до Сувалцького воєводства.